# Ostropales
De Ostropales vormen een orde van Lecanoromycetes uit de subklasse van Ostropomycetidae.
Tot deze orde behoren bepaalde soorten korstmossen.

## Taxonomie
De taxonomische indeling van de Ostropales als volgt:
Orde: Ostropales
- Familie: Coenogoniaceae (voorheen Gyalectales)
- Familie: Diploschistaceae (voorheen Graphidales)
- Familie: Fissurinaceae (voorheen Graphidales)
- Familie: Gomphillaceae (voorheen Graphidales)
- Familie: Graphidaceae (voorheen Graphidales)
- Familie: Odontotremataceae
- Familie: Phaneromycetaceae
- Familie: Phlyctidaceae (voorheen Gyalectales)
- Familie: Sagiolechiaceae (voorheen Gyalectales)
- Familie: Spirographaceae
- Familie: Stictidaceae
- Familie: Thelenellaceae

Voormalige families:
- Familie: Thelotremataceae

De volgende geslachten zijn incertae sedis geplaatst in deze orde:
- Aabaarnia
- Amphorothecium
- Anzina
- Biazrovia
- Elongaticonidia
- Leucogymnospora
- Malvinia
- Mulderomyces
- Normanogalla
- Platygraphopsis